# Comuna Cârna, Dolj
Cârna este o comună în județul Dolj, Oltenia, România, formată numai din satul de reședință cu același nume.

## Demografie
Componența etnică a comunei Cârna
     Români (71,35%)
     Romi (17,39%)
     Alte etnii (0%)
     Necunoscută (11,26%)
Componența confesională a comunei Cârna
     Ortodocși (85,41%)
     Evanghelici luterani (1,53%)
     Penticostali (1,08%)
     Alte religii (0,63%)
     Necunoscută (11,35%)
Conform recensământului efectuat în 2021, populația comunei Cârna se ridică la 1.110 locuitori, în scădere față de recensământul anterior din 2011, când fuseseră înregistrați 1.363 de locuitori. Majoritatea locuitorilor sunt români (71,35%), cu o minoritate de romi (17,39%), iar pentru 11,26% nu se cunoaște apartenența etnică. Din punct de vedere confesional, majoritatea locuitorilor sunt ortodocși (85,41%), cu minorități de evanghelici luterani (1,53%) și penticostali (1,08%), iar pentru 11,35% nu se cunoaște apartenența confesională.

## Politică și administrație
Comuna Cârna este administrată de un primar și un consiliu local compus din 9 consilieri. Primarul, Iulian Burtea[*], de la Partidul Social Democrat, este în funcție din octombrie 2020. Începând cu alegerile locale din 2024, consiliul local are următoarea componență pe partide politice:
|  | Partid                    | Consilieri | Componența Consiliului | Componența Consiliului | Componența Consiliului | Componența Consiliului | Componența Consiliului | Componența Consiliului |
|  | ------------------------- | ---------- | ---------------------- | ---------------------- | ---------------------- | ---------------------- | ---------------------- | ---------------------- |
|  | Partidul Social Democrat  | 6          |                        |                        |                        |                        |                        |                        |
|  | Partidul Național Liberal | 3          |                        |                        |                        |                        |                        |                        |

## Personalități născute aici
- Gheorghe Berceanu (1949 - 2022), multiplu campion european, mondial și olimpic la lupte greco-romane;
- Antonie Solomon (n. 1955), om politic, fost primar al Craiovei.